# Синекдоха, Ню Йорк
„Синекдоха, Ню Йорк“ (на английски: Synecdoche, New York) е американски филм от 2008 година, драма на режисьора Чарли Кауфман по негов собствен сценарий.
В центъра на сюжета е театрален режисьор, който в продължение на години работи върху все по-усложняваща се постановка, като в стремежа си към краен реализъм започва да заличава границите между постановката и действителността. Главните роли се изпълняват от Филип Сиймур Хофман, Саманта Мортън, Мишел Уилямс, Катрин Кийнър.
„Синекдоха, Ню Йорк“ е режисьорският дебют на известния сценарист Чарли Кауфман и е номиниран за наградата „Златна палма“.